# Ніколаус Герхарт
Ніколаус Герхарт (бл. 1420—1473), також відомий як Ніколаус Гергарт фан Лейден, — скульптор голландського походження.
Крім відомостей про його роботи, дані про біографію практично відсутні. Герхарт вважається найвідомішим скульптором Північної Європи 15 століття. Народився в Лейдені, Голландія (нині Нідерланди) близько 1420 року. Виходячи з місць, де знаходяться його твори, відомо, що він жив в німецькій області Трір, Страсбурзі, Бадені, Констанці і Відні. Значна частина його робіт втрачена, або ж його авторство документально не підтверджено. Відомі ж роботи, авторство яких достовірно встановлено, характеризуються складною драпіровкою і надзвичайним реалізмом зображення, яскравістю і нетрадиційністю. Його спеціальністю були гробниці, вівтарі та інші твори на релігійну тематику. Як матеріал найчастіше використовував піщаник і вапняк. Одна з його найвідоміших робіт наразі знаходиться в Музеї образотворчих мистецтв Нотр-Дам в Страсбурзі (Ельзас, Франція). Це бюст замисленого чоловіка (1467 рік), який вважається автопортретом. Помер 28 червня 1473 у Вінер-Нойштадт (нині Австрія).